# Marcello André Barcinski
Marcello André Barcinski (São Paulo, 28 de agosto de 1940) é um imunologista, pesquisador e professor universitário brasileiro.
Comendador da Ordem Nacional do Mérito Científico e membro titular da Academia Brasileira de Ciências, Marcello é também membro titular da Academia Nacional de Medicina e professor titular aposentado e emérito da Universidade Federal do Rio de Janeiro e professor aposentado da Universidade de São Paulo.

## Biografia
Marcello nasceu na capital paulista, em 1940. É filho de Jan Barcinski e Izabella Barcinski, imigrantes poloneses. Formou-se em medicina pela Universidade do Estado do Rio de Janeiro, em 1965. Defendeu doutorado pela Universidade Federal do Rio de Janeiro, em 1974 e partiu para os Estados Unidos para um estágio de pós-doutorado pelos Institutos Nacionais da Saúde, entre 1976 e 1978.
Ainda era estudante de medicina quando começou a estagiar no Instituto de Biofísica Carlos Chagas Filho, da UFRJ. Tornou-se professor titular da instituição em 1988. Fundou ainda o Laboratório de Imunogenética, que expandiu suas fronteiras em várias áreas de pesquisa imunológica e cresceu para o que é agora o Programa de Imunologia.
Em 1991, voltou para São Paulo, onde ingressou no Departamento de Parasitologia da Universidade de São Paulo, com o objetivo de desenvolver pesquisas em Imunoparasitologia. Por nomeação do Ministério da Saúde, em 1999, foi convidado a auxiliar na reorganização e expansão da pesquisa no Instituto Nacional do Câncer, no Rio de Janeiro, onde criou a Divisão de Medicina Experimental e organizou o Programa de Pós-Graduação em Oncologia Experimental.
Atua principalmente nas áreas de biofísica e imunologia, especialmente em imunologia celular, atuando principalmente nas áreas de imunoparasitologia e Medicina Translacional com ênfase nos efeitos da morte celular programada por apoptose. Criou o conceito do “mimetismo apoptótico”, demonstrando pela primeira vez que a atenuação da resposta imune por mecanismos de apoptose em patógenos unicelulares tem um papel importante no estabelecimento de doenças parasitárias. O mesmo mecanismo opera também no estabelecimento de tumores.
Na ocasião de sua candidatura como Membro Titular na Academia Nacional de Medicina, apresentou memória intitulada “Uma Nova Percepção das Doenças Parasitárias”. É pesquisador visitante na Fundação Oswaldo Cruz, no Rio de Janeiro e Diretor de Metrologia Aplicada às Ciências da Vida (Dimav) no Instituto Nacional de Metrologia, Qualidade e Tecnologia (Inmetro).